# Nuntă de Crăciun
Nuntă de Crăciun (titlu original: A Christmas Wedding) este un film de Crăciun american de televiziune din 2006 regizat de Michael Zinberg. Rolurile principale au fost interpretate de actorii Dean Cain, Sarah Paulson și Eric Mabius. A avut premiera în rețeaua Lifetime Television.

## Prezentare
Emily (Paulson) și Ben (Mabius) s-au cunoscut cu doi ani în urmă de Crăciun. Din această cauză ei hotărăsc să se căsătorească de Crăciun.  Cu toate acestea, Emily trebuie sa lucreze în această perioadă a anului și îl lasă pe viitorul ei soț să se ocupe de toate pregătirile de nuntă, acesta intrând în tot felul de încurcături.  Emily, aflată la mii de kilometri distanță trebuie să ajungă acasă la nunta sa până în Ajunul Crăciunului, dar o furtună de zăpadă îi dă peste cap toate planurile. Începe o cursă nebună contratimp pentru a ajunge acasă la timp.

## Distribuție
- Sarah Paulson ca Emily
- Eric Mabius ca Ben
- Richard Blackburn ca Robert
- Dean Cain ca Tucker
- Reagan Pasternak ca Jill
- Art Hindle ca Jack
- Louise Pitre ca Beth
- Mimi Kuzyk ca Katharine
- George Buza ca Big Daddy
- Owen Pattison ca Buck Junior
- Dwayne Hill ca Buck Senior

## Vezi și
- Listă de filme de Crăciun de televiziune sau direct-pe-video

Format:Michael Zinberg